# Torre Cecilia
La Torre Cecilia nota anche come Torrione Cecilia è un noto monte alto 1800 m della Grigna meridionale e fa parte del Gruppo delle Grigne; è situato sopra nel territorio di Lierna.
Il monte di particolare forma, adiacente al Torrione del Cinquantenario, è stato disegnato da Leonardo da Vinci, tra  il 1505 e il 1510, durante i suoi continui soggiorni nelle rive del Lago di Como citate nel suo Codice Atlantico, l'opera fa parte del Codice Windsor (al foglio 12406).
Il Torrione Cecilia e il Torrione del Cinquantenario sono il gruppo dolomitico situato di fronte al Rifugio Rosalba (1730 m), e sono considerati uno degli angoli più caratteristici della Grignetta insieme all'Alpe di Lierna.
Il monte fu al centro di imprese nel 1923 con Fanny Guzzi.